# Embera

Gebiete der Embera in Panama

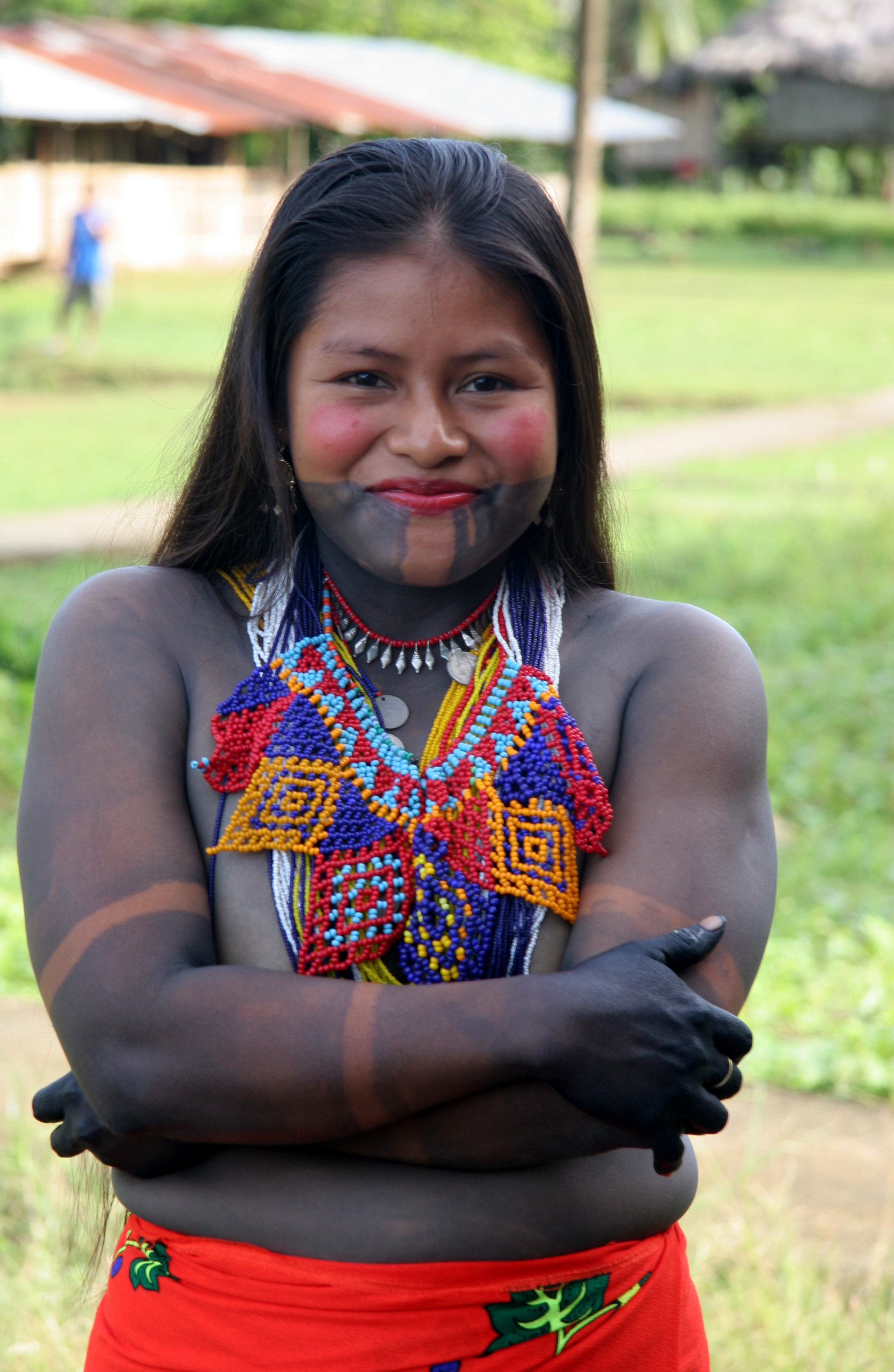
Embera-Frau aus der Provinz Darién, Panama, geschmückt zum Tanz

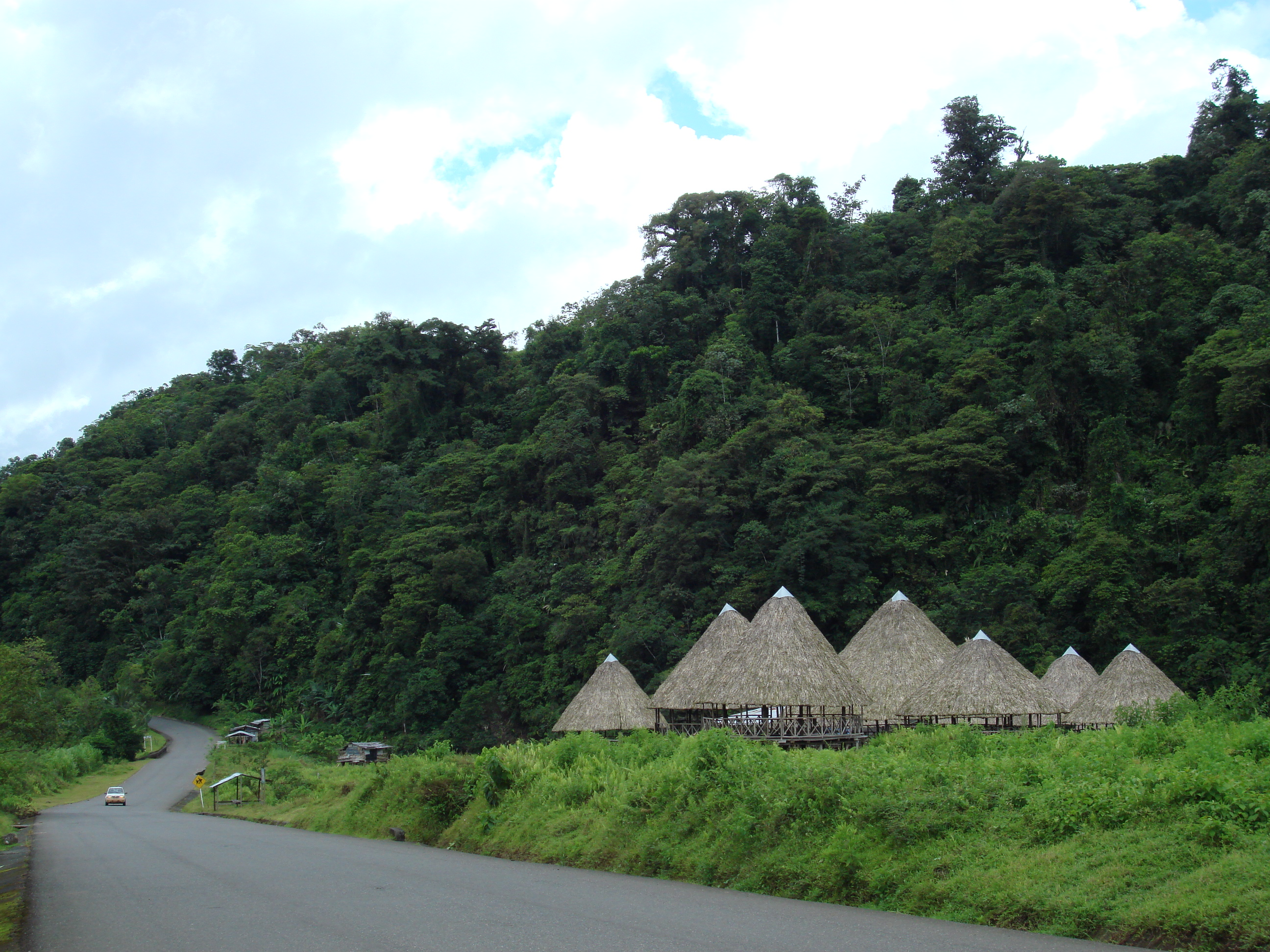
Dorf der Embera zwischen Mutatá und Dabeiba im nordwestkolumbianischen Departamento Antioquia

Das indigene Volk der Embera lebt in Kolumbien und Panama und gehört zur Sprachfamilie der Chocó. Die Embera-Sprache wird von 60.000 bis 110.000 Personen gesprochen.

## Untergruppen

### Kolumbien
Das Volk besteht in Kolumbien aus folgenden Gruppen:
- Embera del Baudo – Río Atrato, Gemeinde Juradó, Departamento del Chocó
- Chami – am Oberlauf des Río San Juan, Risaralda, Río Garrapata und Río Sanquinini im Valle del Cauca, Cristiania und la Sucia, Antioquia
- Katio – Nordwesten von Antioquia, Ituango, sowie am Oberlauf von Río Sinú und Río Verde in Córdoba
- Eperara – Siapidara, am Río Saija, in López de Micay, Río Cauca und Río El Charco, Río Olaya Herrera in Nariño sowie am Río Naya, in Buenaventura im Valle del Cauca

In den 79 Resguardos mit einer Fläche von knapp 1,5 Millionen ha leben ca. 70.000 Personen. Diese sind auf die Departamentos von Antioquia, Caldas, Risaralda, Valle del Cauca, Cauca, Nariño, Putumayo und Caquetá verteilt.

### Panama
In Panama leben etwa 7.000 Embera im autonomen indigenen Territorium Emberá-Wounaan. Kleinere Gruppen leben am Gatúnsee und am Río Chagres in Zentralpanama. Das Embera in Panama wird in der Sprachklassifikation auch als „Nord-Embera“ bezeichnet.

## Tradition
Ihrer eigenen Überlieferung zufolge sind die Emberá aus dem Süden zugewandert. Sie lebten halbnomadisch als Jäger und Sammler im hohen tropischen Regenwald Nordkolumbiens und Panamas bis zur Grenze Costa Ricas. Ein allen Gruppen gemeinsames Erkennungszeichen ist die – z. T. geometrische – Ganzkörperbemalung mit schwarzer Pflanzenfarbe. An der Spitze eines Stammes steht ein gewählter Häuptling und ein Medizinmann. Nach 1970 änderte sich ihr Lebensstil durchgreifend: Arme Siedler verdrängten sie aus ihren Siedlungsgebieten, großflächige Rodung, Staudämme und Naturschutzparks behinderten die Jagd. Die verstreuten Emberá-Familien zogen in größeren Siedlungen zusammen.
Zumindest bei den Emberá-Chamí gibt es noch die Tradition der Genitalverstümmlung bei Mädchen. Im Jahr 2012 starb ein 15 Tage altes Emberá-Mädchen nach einer Klitorisbeschneidung in Ansermanuevo nördlich des Valle del Cauca (Kolumbien). Die untersuchenden Behörden erklärten, zwar müsse man die Traditionen der Indigenen respektieren, jedoch nur innerhalb der durch die kolumbianische Verfassung garantierten Menschenrechte.

## Aktuelle Entwicklung
Seit den 1980er Jahren erreichten die Embera in Panama einen halbautonomen Status in Comarcas. Sie haben sich teilweise für den Tourismus geöffnet, bieten handwerkliche Produkte an, halten aber an einer naturnahen Lebensweise fest. 1998 gründete die Minderheit der Noanamá eine eigene politische Organisation.
Das kolumbianische Verfassungsgericht untersagte den Unternehmen Rio Tinto, Sunward and Muriel Mining Corporation die Errichtung einer Mine, nachdem es bereits zu einer Militarisierung der Gegend und zu Menschenrechtsverletzungen gekommen war. Es lehnte am 9. März 2012 die Revision. ab. Die Klage der Embera und der afro-kolumbianischen Gemeinschaften in Jiguamiandó (Chocó) von 2009 richtete sich gegen Muriel Mining. Im Zuge seines Mandé Norte Kupfer-Gold-Molybdän-Projekts, an dem Rio Tino beteiligt ist, hatte es der Konzern versäumt, die betroffenen Gemeinschaften im Vorfeld gesetzesgemäß zu konsultieren. Diesen Grundsatz hatte die kolumbianische Regierung bereits August 1991 unterzeichnet. Ein interethnischer Rat (Consulta Interétnica de los Pueblos) hatte 2009 die Minenprojekte einstimmig abgelehnt.